# Craugastor omiltemanus
Craugastor omiltemanus är en groddjursart som först beskrevs av Günther 1900.  Craugastor omiltemanus ingår i släktet Craugastor och familjen Craugastoridae. IUCN kategoriserar arten globalt som starkt hotad. Inga underarter finns listade i Catalogue of Life.